# Paróquias de Andorra

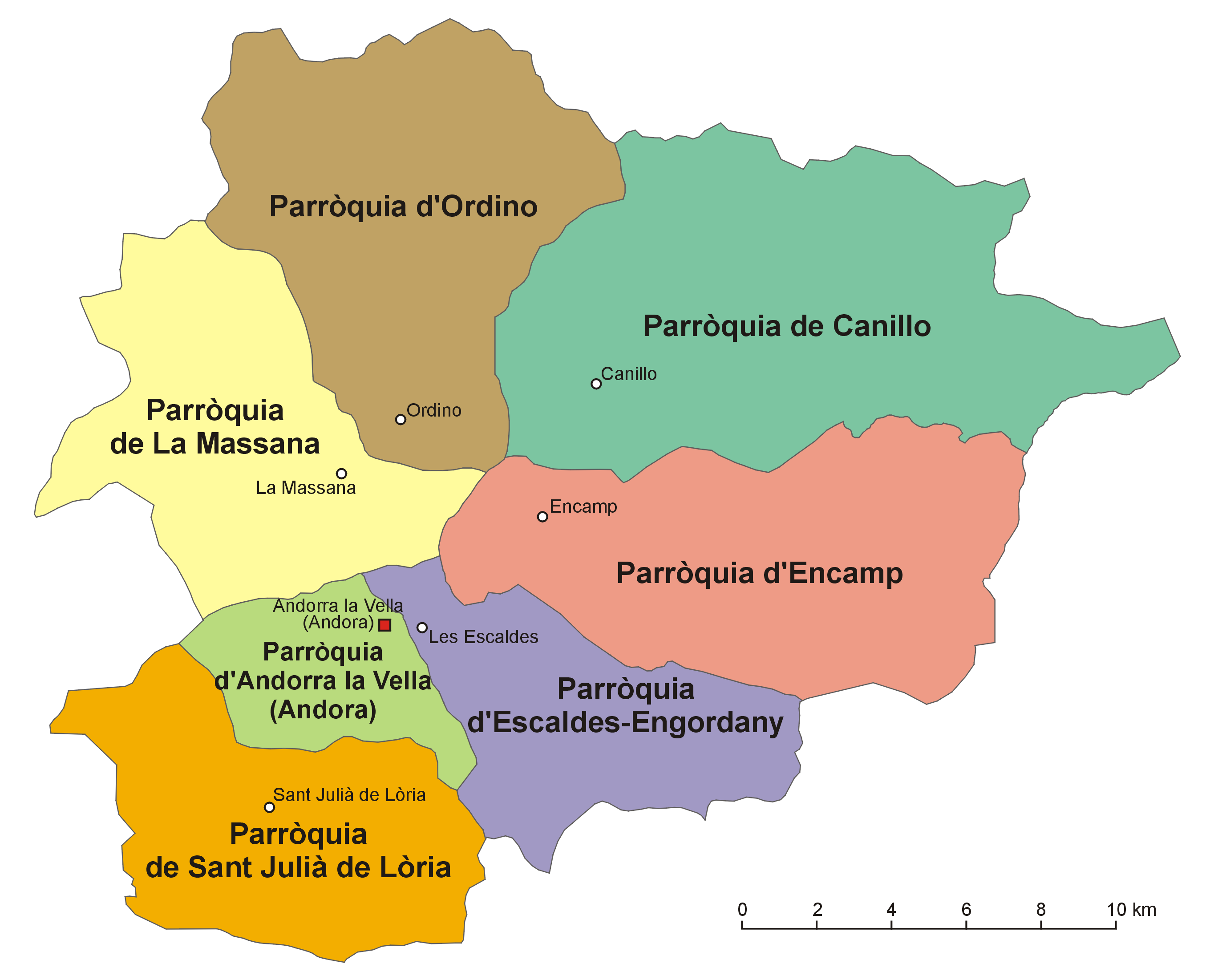
Mapa das paróquias de Andorra

Andorra consiste de sete comunidades conhecidas como paróquias (em catalão:  parròquies, singular– parròquia).  Até há relativamente pouco tempo, tinha apenas seis paróquias, a sétima, Escaldes-Engordany, foi criada em 1978.
Algumas paróquias têm ainda uma subdivisão territorial. Ordino, La Massana e Sant Julià de Lòria são subdivididas em quarts (quartos), enquanto que Canillo subdivide-se em veïnats (bairros).  Aqueles coincidem maioritariamente com aldeias, que são encontradas em todas as paróquias.
| Nr.* | Paróquia            | Área km² | População | População | População |
| Nr.* | Paróquia            | Área km² | 1990      | 2000      | 2007      |
| 1    | Canillo             | 121      | 1.290     | 2.706     | 5.422     |
| 2    | Encamp              | 74       | 7.119     | 10.595    | 14.029    |
| 3    | Ordino              | 89       | 1.289     | 2.283     | 3.685     |
| 4    | La Massana          | 61       | 3.868     | 6.276     | 9.357     |
| 5    | Andorra la Vella*   | 12       | 19.022    | 21.189    | 24.574    |
| 6    | Sant Julià de Lòria | 60       | 6.012     | 7.623     | 9.595     |
| 7    | Escaldes-Engordany  | 47       | 12.235    | 15.299    | 16.475    |
|      | Andorra             | 464      | 50.835    | 65.971    | 83.137    |

* Capital de Andorra